# 319

319(삼백십구)는 318보다 크고 320보다 작은 자연수다.

## 수학
- 합성수로, 그 약수는 1, 11, 29, 319다. 진약수의 합은 41이므로, 319는 부족수다.
  - 101번째 반소수다. 앞의 반소수는 314, 다음 반소수는 321이다.
- {\displaystyle 319=103+107+109}
  - 연속하는 세 소수(素數)의 합으로 나타낼 수 있으며, 이 성질을 지닌 앞의 수는 311, 다음 수는 329다.
- {\displaystyle 12^{4}-1}은 319로 나누어떨어진다.

## 과학
- NGC 319(영어판): 봉황자리 방향에 있는 나선은하.

## 교통

### 철도
- 수도권 전철 3호선 지축역의 역번호.
- 대구 도시철도 3호선 매천역의 역번호.

### 도로
- 일본 319번 국도(일본어판): 가가와현 사카이데시에서 에히메현 시코쿠추오시까지 이어지는 일본의 국도.
- 현도 제319호선

## 군사
- U-319(영어판): 제2차 세계 대전에 사용된 나치 독일의 군용 잠수함.

## 문화유산
- 대한민국의 국보 제319호: 동의보감
- 대한민국의 보물 제319호: 김천 직지사 석조약사여래좌상
- 대한민국의 사적 제319호: 청주 신봉동 고분군

## 기타
- 날짜: 3월 19일
- 연도: 319년, 기원전 319년